# Reyer Venezia Mestre 2014-2015
Questa voce raccoglie le informazioni riguardanti la Reyer Venezia Mestre nelle competizioni ufficiali della stagione 2014-2015.

## Stagione
La stagione 2014-2015 della Reyer Venezia Mestre, sponsorizzata Umana, è la 45ª nel massimo campionato italiano di pallacanestro, la Serie A.
Per affrontare la nuova stagione il nuovo allenatore è Carlo Recalcati e la rosa della squadra viene profondamente modificata, col solo Peric riconfermato. Vengono ingaggiati giocatori quali Jeff Viggiano, Tomas Ress e Benjamin Ortner, che l'anno precedente avevano militato nella Montepaschi Siena, e Phil Goss, proveniente dalla Virtus Roma.  La squadra dimostra di essere una delle protagoniste del campionato, occupando la testa della classifica fino a dicembre, quando, sconfitta in casa dalla Pallacanestro Reggiana, cede il testimone all'Olimpia Milano. Nonostante una successiva flessione, che culmina con l'eliminazione al primo turno di Coppa Italia ad opera di Brindisi, la Reyer riesce a concludere la stagione regolare con un eccellente secondo posto. Nei quarti dei playoff affronta la Pallacanestro Cantù. Dopo aver vinto le prime due partite, la Reyer subisce il ritorno dei canturini, e la serie si decide solo a gara5 vinta dagli orogranata per 88-73, raggiungendo così per la prima volta nella sua storia le semifinali play-off scudetto dove affronta la Pallacanestro Reggiana. La serie è equilibrata e decisa in gara 7 con gli emiliani che vincono al Taliercio per 63-70.

## Organigramma societario
Area tecnica
- Allenatore: Carlo Recalcati
- Assistente: Walter De Raffaele
- Assistente: Alberto Billio

## Roster
Aggiornato al 4 gennaio 2017.
| Umana Reyer Venezia 2014-15 | Umana Reyer Venezia 2014-15 |
| Giocatori                   | Staff tecnico               |
| --------------------------- | --------------------------- |

| N. | Naz.                                            | Ruolo | Nome                  | Anno | Alt.   | Peso   |  |
| -- | ----------------------------------------------- | ----- | --------------------- | ---- | ------ | ------ |  |
| 1  | Stati Uniti (bandiera)                          | C     | Cameron Moore         | 1990 | 209 cm | 104 kg |  |
| 2  | Stati Uniti (bandiera)                          | P     | Julyan Stone          | 1988 | 198 cm | 95 kg  |  |
| 4  | Croazia (bandiera)                              | A     | Hrvoje Perić          | 1985 | 203 cm | 102 kg |  |
| 5  | Stati Uniti (bandiera)                          | G     | Phil Goss (C)         | 1983 | 185 cm | 82 kg  |  |
| 8  | Stati Uniti (bandiera) · Italia (bandiera)      | G     | Jarrius Jackson       | 1985 | 188 cm | 80 kg  |  |
| 10 | Italia (bandiera)                               | P     | Michele Ruzzier       | 1993 | 183 cm | 80 kg  |  |
| 14 | Italia (bandiera)                               | AC    | Tomas Ress            | 1980 | 208 cm | 102 kg |  |
| 15 | Croazia (bandiera)                              | AC    | Ivica Radić           | 1990 | 208 cm | 111 kg |  |
| 16 | Austria (bandiera)                              | C     | Benjamin Ortner       | 1983 | 206 cm | 103 kg |  |
| 17 | Stati Uniti (bandiera) · Azerbaigian (bandiera) | AG    | Spencer Nelson        | 1980 | 203 cm | 100 kg |  |
| 21 | Italia (bandiera)                               | G     | Pietro Aradori        | 1988 | 194 cm | 98 kg  |  |
| 22 | Italia (bandiera) · Stati Uniti (bandiera)      | AP    | Jeff Viggiano         | 1984 | 196 cm | 96 kg  |  |
| 33 | Italia (bandiera)                               | G     | Marco Ceron           | 1992 | 195 cm | 100 kg |  |
| 44 | Lituania (bandiera)                             | GA    | Deividas Dulkys       | 1988 | 198 cm | 89 kg  |  |
| -  | Italia (bandiera)                               |       | Lorenzo Ambrosin      | 1997 |        |        |  |
| -  | Italia (bandiera)                               | P     | Michele Antelli       | 1998 | 183 cm | 75 kg  |  |
| -  | Italia (bandiera)                               | PG    | Riccardo Bolpin       | 1997 | 196 cm | 75 kg  |  |
| -  | Italia (bandiera)                               | AP    | Sebastiano Crivellari | 1997 | 191 cm |        |  |
| -  | Senegal (bandiera)                              | AC    | Alioune Guisse        | 1995 | 205 cm | 95 kg  |  |
| -  | Italia (bandiera)                               | G     | Nicholas Groppi       | 1998 | 184 cm |        |  |
| -  | Italia (bandiera)                               | A     | Alessandro Romano     | 1996 | 197 cm |        |  |
| -  | Italia (bandiera)                               | C     | Giacomo Simionato     | 1998 | 187 cm |        |  |
| -  | Italia (bandiera)                               | P     | Thomas Tinsley        | 1996 | 190 cm | 75 kg  |  |
| -  | Italia (bandiera)                               | C     | Riccardo Trevisan     | 1996 | 205 cm |        |  |
| -  | Italia (bandiera)                               | G     | Riccardo Visconti     | 1998 | 197 cm | 80 kg  |  |
| -  | Italia (bandiera)                               | C     | Dario Zucca           | 1996 | 201 cm | 97 kg  |  |

| Allenatore                                                                                 |
| - Carlo Recalcati                                                                          |
| Assistente/i                                                                               |
| - Alberto Billio - Walter De Raffaele Legenda - (C) Capitano - (IN) Inattivo - Infortunato |

## Mercato

### Sessione estiva
| Acquisti | Acquisti        | Acquisti           | Acquisti   | Acquisti |
| R.       | Nome            | da                 | Modalità   |          |
| -------- | --------------- | ------------------ | ---------- | -------- |
| AG       | Spencer Nelson  | Mens Sana Siena    | definitivo |          |
| AP       | Jeff Viggiano   | Mens Sana Siena    | definitivo |          |
| AC       | Tomas Ress      | Mens Sana Siena    | definitivo |          |
| P        | Julyan Stone    | Toronto Raptors    | definitivo |          |
| G        | Deividas Dulkys | Tofaş Bursa        | definitivo |          |
| G        | Phil Goss       | Virtus Roma        | definitivo |          |
| C        | Benjamin Ortner | Mens Sana Siena    | definitivo |          |
| G        | Marco Ceron     | Azzurro Napoli     | definitivo |          |
| C        | Cameron Moore   | Juvecaserta        | definitivo |          |
| ALL      | Carlo Recalcati | Sutor Montegranaro | definitivo |          |

| Cessioni | Cessioni         | Cessioni                | Cessioni       | Cessioni |
| R.       | Nome             | a                       | Modalità       |          |
| -------- | ---------------- | ----------------------- | -------------- | -------- |
| P        | Jacopo Giachetti | PMS Torino              | fine contratto |          |
| PG       | Luca Vitali      | Vanoli Cremona          | fine contratto |          |
| G        | Donell Taylor    | Pall. Reggiana          | fine contratto |          |
| C        | Daniele Magro    | Pistoia Basket          | fine contratto |          |
| AP       | Guido Rosselli   | PMS Torino              | fine contratto |          |
| G        | Nicola Akele     | IMG Academy High School | fine contratto |          |
| C        | Andrea Crosariol | Włocławek               | fine contratto |          |
| P        | Aaron Johnson    | Bisons Loimaa           | fine contratto |          |
| AC       | Andre Smith      | Tofaş Bursa             | fine contratto |          |
| AP       | Nate Linhart     | Maccabi Tel Aviv        | fine contratto |          |
| G        | Saša Vujačić     | Saski Baskonia          | fine contratto |          |
| ALL      | Zare Markovski   | Free agent              | fine contratto |          |

### Dopo l'inizio della stagione
| Acquisti | Acquisti        | Acquisti       | Acquisti   | Acquisti |
| R.       | Nome            | da             | Modalità   |          |
| -------- | --------------- | -------------- | ---------- | -------- |
| G        | Jarrius Jackson | Azzurro Napoli | definitivo |          |
| G        | Pietro Aradori  | Estudiantes    | definitivo |          |
| AC       | Ivica Radić     | Veroli Basket  | definitivo |          |

| Cessioni | Cessioni | Cessioni | Cessioni | Cessioni |
| R.       | Nome     | a        | Modalità |          |
| -------- | -------- | -------- | -------- | -------- |